# Edward Jenner
Edward Jenner (Berkeley, Gloucestershire, 1749. május 17. – Berkeley, 1823. január 26.) angol sebész, a himlőoltás feltalálója.

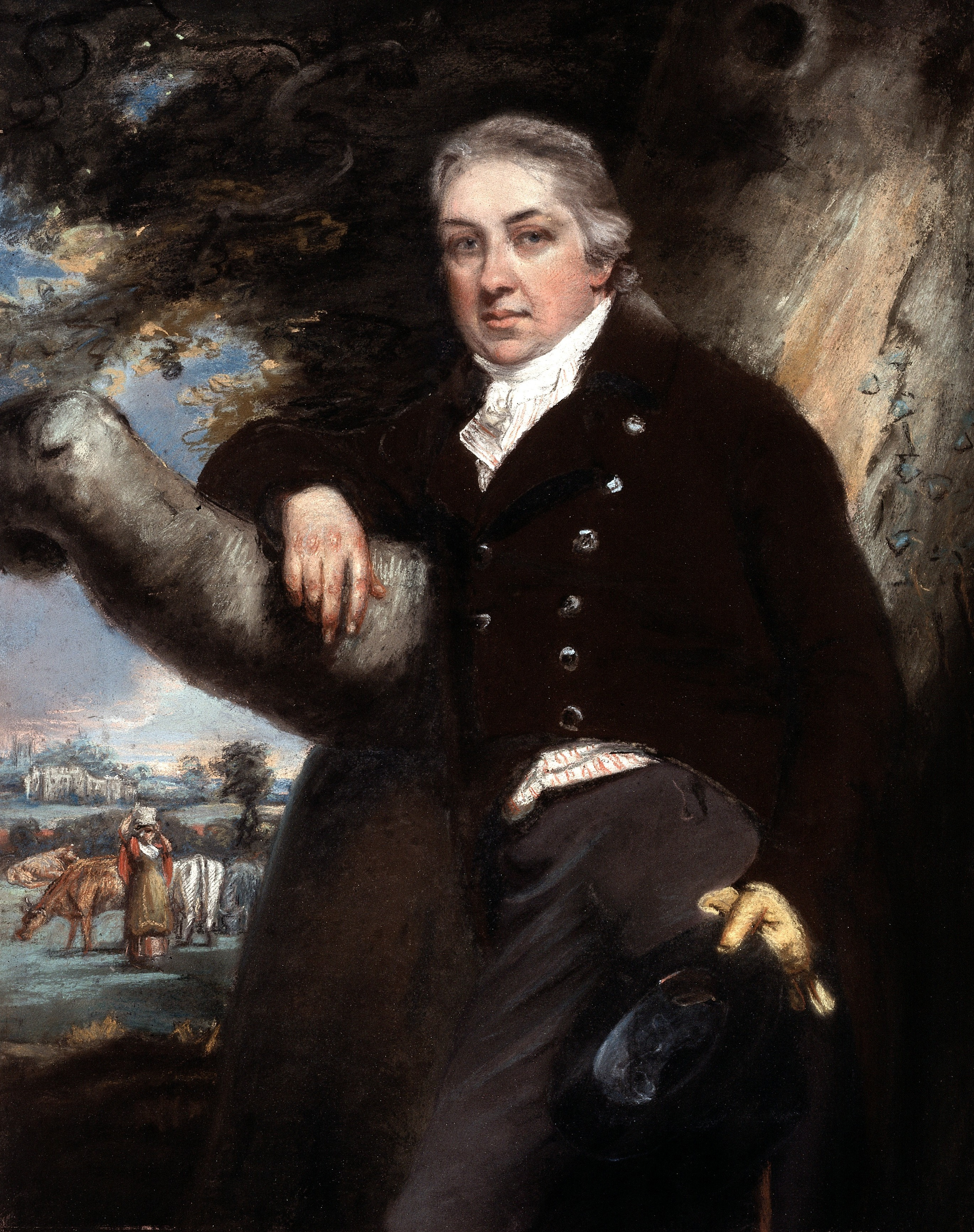
Edward Jenner

Egy tehenészlány megjegyzése, miszerint ő már nem kaphatja el a himlőt, hiszen átesett a tehénhimlőn, vette rá, hogy e téren kísérletezésbe kezdjen. Úgy döntött, megfigyelését teszteli és egy, a tudomány iránt vállalkozó kedvű, James Phipps nevű fiúnak napokig adagolta a Blossom (virág) nevű tehén himlőhólyagjaiból származó váladékot, azaz tehénhimlővel fertőzte meg a fiút, aki viszont sikeresen átesett a betegségen. És később himlővel megfertőzve, nem lett beteg. Így bebizonyosodott a vakcinázás jelentősége, melyet azóta is alkalmaznak a fertőzések elleni védelemben.
A szarvasmarha már borjazott nősténye a tehén latin neve vacca, innen ered a vakcinázás elnevezés. Jenner vakcinája volt az első mesterséges immunizálás, az első védőoltás a világon. A kifejezést Louis Pasteur használta először Jenner munkássága iránti tiszteletből.

## Tudománytörténeti érdekesség
Amikor felfedezte a vakcinázás jelentőségét, szerette volna tanulmányát korának legrangosabb fórumán publikálni. A Royal Society elutasító levelében ez állt:
„A Társaság Tagjának óvatosnak kellene lennie, és nem volna szabad kockára tennie megbecsültségét azáltal, hogy olyasmit nyújt be a tanult testület elé, ami ennyire eltér az elfogadott ismeretektől, ráadásul ennyire hihetetlen.”